# Funzione di Möbius
La funzione di Möbius, indicata con  {\displaystyle \mu (n)}, è una funzione che trova impiego in teoria dei numeri per classificare i numeri interi positivi in una di tre categorie possibili secondo la scomposizione in fattori. La funzione entra in un'importante formula di inversione.

## Definizione classica
La funzione viene definita assegnando a μ(n) i seguenti valori:
- −1 se {\displaystyle n} è scomponibile in un numero dispari di fattori primi distinti. Per esempio μ(435) = −1 perché 435 = 3 × 5 × 29, ha tre fattori primi. Per gli scopi di questa funzione, un numero primo è considerato avere un fattore primo, in sé, quindi μ(p) = −1.
- 0 se ha uno o più fattori primi ripetuti. Per esempio μ(436) = 0 perché 436 = 22 × 109 = 2 × 2 × 109, poiché gli esponenti significano che un fattore accade due volte o più nella scomposizione in fattori.
- +1 se è scomponibile in un numero pari di fattori primi distinti. Per esempio μ(437) = 1 perché 437 = 19 × 23. Si assume anche che μ(1) = 1, considerando che abbia una scomposizione in 0 fattori primi.

Chiaramente essa è una funzione aritmetica moltiplicativa, cioè tale che
se {\displaystyle h} e {\displaystyle k} sono interi positivi coprimi, allora {\displaystyle \mu (h\cdot k)=\mu (h)\cdot \mu (k)}.
La funzione è stata introdotta da August Ferdinand Möbius nel 1832; la notazione {\displaystyle \mu (n)} è stata introdotta da Franz Mertens nel 1874.
Come successione di interi la funzione di Möbius è reperibile nell'archivio OEIS in corrispondenza della sigla A008683.
La funzione di Möbius è una funzione incorporata nel sistema computazionale Mathematica; essa viene invocata con una richiesta della forma MoebiusMu[n].
I valori che la funzione assume in corrispondenza dei primi 100 interi positivi sono:
| {\displaystyle \mu (n)} | +1 | +2 | +3 | +4 | +5 | +6 | +7 | +8 | +9 | +10 | +11 | +12 | +13 | +14 | +15 | +16 | +17 | +18 | +19 | +20 |
| ----------------------- | -- | -- | -- | -- | -- | -- | -- | -- | -- | --- | --- | --- | --- | --- | --- | --- | --- | --- | --- | --- |
| 0+                      | 1  | −1 | −1 | 0  | −1 | 1  | −1 | 0  | 0  | 1   | −1  | 0   | −1  | 1   | 1   | 0   | −1  | 0   | −1  | 0   |
| 20+                     | 1  | 1  | −1 | 0  | 0  | 1  | 0  | 0  | −1 | −1  | −1  | 0   | 1   | 1   | 1   | 0   | −1  | 1   | 1   | 0   |
| 40+                     | −1 | −1 | −1 | 0  | 0  | 1  | −1 | 0  | 0  | 0   | 1   | 0   | −1  | 0   | 1   | 0   | 1   | 1   | −1  | 0   |
| 60+                     | −1 | 1  | 0  | 0  | 1  | −1 | −1 | 0  | 1  | −1  | −1  | 0   | −1  | 1   | 0   | 0   | 1   | −1  | −1  | 0   |
| 80+                     | 0  | 1  | −1 | 0  | 1  | 1  | 1  | 0  | −1 | 0   | 1   | 0   | 1   | 1   | 1   | 0   | −1  | 0   | 0   | 0   |

### Rapporto con la formula di inversione
La somma di tutti i valori della funzione di Möbius su tutti i divisori di un intero n è 0 tranne che per n=1, nel quale vale 1:
{\displaystyle \sum _{d|n}\mu (d)={\begin{cases}1&{\text{se }}n=1\\0&{\text{se }}n>1\end{cases}}}
Questa proprietà è usata nella dimostrazione della formula di inversione di Möbius.

## La funzione di Mertens
Una funzione aritmetica legata alla funzione di Möbius è la funzione di Mertens, definita come
{\displaystyle M(n)=\sum _{k=1}^{n}\mu (k).}
Tale funzione è legata agli zeri della funzione zeta di Riemann e all'ipotesi di Riemann.

## Generalizzazione di Gian-Carlo Rota
La funzione di Möbius può considerarsi una rappresentazione concisa di una funzione di due variabili intere positive h e k che chiamiamo funzione di Möbius per la divisibilità definita da
{\displaystyle \mu (h,k):={\begin{cases}\mu (k/h)&{\text{se }}h{\text{ divide }}k\\0&{\text{altrimenti}}.\end{cases}}}
Le variabili h e k vanno pensate corrispondere ai nodi del reticolo della divisibilità e la funzione μ(h,k) come una matrice con gli indici che corrono su un particolare insieme parzialmente ordinato i cui intervalli sono finiti: nel reticolo della divisibilità gli intervalli hanno la forma [h,k]  con k multiplo di h sono gli insiemi degli interi multipli di h e sottomultipli di k. A questo punto è opportuno considerare la μ(h,k) come una generalizzazione delle usuali matrici quadrate con gli indici che variano sul semplice insieme ordinato degli interi che variano da 1 a un certo n intero positivo (poset catena).
Tra le matrici con gli indici sul poset si distinguono due matrici che sono l'una l'inversa dell'altra (caso n=4)
{\displaystyle {\begin{bmatrix}1&1&1&1\\0&1&1&1\\0&0&1&1\\0&0&0&1\end{bmatrix}},\qquad \qquad {\begin{bmatrix}1&-1&0&0\\0&1&-1&0\\0&0&1&-1\\0&0&0&1\end{bmatrix}}.}
La seconda è la funzione di Möbius del poset catena e vale la seguente elementare formula d'inversione
{\displaystyle {\begin{bmatrix}s_{1}\\s_{2}\\s_{3}\\s_{4}\end{bmatrix}}:={\begin{bmatrix}1&1&1&1\\0&1&1&1\\0&0&1&1\\0&0&0&1\end{bmatrix}}{\begin{bmatrix}a_{1}\\a_{2}\\a_{3}\\a_{4}\end{bmatrix}}\quad \Rightarrow \quad {\begin{bmatrix}a_{1}\\a_{2}\\a_{3}\\a_{4}\end{bmatrix}}={\begin{bmatrix}1&-1&0&0\\0&1&-1&0\\0&0&1&-1\\0&0&0&1\end{bmatrix}}{\begin{bmatrix}s_{1}\\s_{2}\\s_{3}\\s_{4}\end{bmatrix}}}
Questa formula non ci dice altro che conoscendo le somme parziali di una sequenza di addendi si possono ottenere per differenza gli addendi stessi. Può essere chiarificante associare la precedente formula di inversione a quella che possiamo chiamare formula fondamentale del calcolo infinitesimale:
{\displaystyle S(x):=\int _{0}^{x}dyA(y)\quad \Rightarrow \quad A(x)dx=dS(x).}
La classica formula di inversione di Möbius può considerarsi analoga della precedente formula matriciale e un caso particolare della formula di inversione di Möbius-Rota.